# فرديناند هاس
فرديناند هاس (بالألمانية: Ferdinand Haas)‏ هو منافس ألعاب قوى ألماني، ولد في 12 يناير 1940.

## وصلات خارجية
- فرديناند هاس على موقع أوليمبيديا (الإنجليزية)